# Фанин (окръг, Тексас)
Окръг Фанин (на английски: Fannin County) е окръг в щата Тексас, Съединени американски щати, на границата с Оклахома. Площта му е 2328 km². Според преброяването от 2010 г. населението му е 33 915 души. Административен център е град Бонъм.
Окръгът е кръстен на полковник Джеймс Фанин. 
Окръгът е създаден през 1837 г. 